# 바일레시

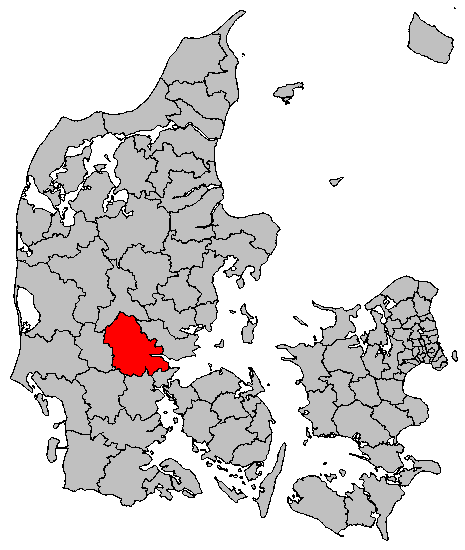
바일레 시의 위치

바일레시(덴마크어: Vejle Kommune)는 덴마크 남덴마크 지역에 위치한 지방 자치체로 행정 중심지는 바일레이며 면적은 1,058.43km2, 인구는 112,151명(2016년 4월 1일 기준)이다. 윌란반도 중남부에 위치한다.